# Erika Haneda
Erika Haneda (del japonés: はねだえりか ‘Haneda Erika’). (n. Nakano, Tokio, Japón, 7 de marzo de 1973) es una actriz, modelo, cantante y ex-ídol japonesa. Fue miembro del grupo ídol CoCo.

## Biografía
En 1988, Haneda participó en un concurso de belleza, sin embargo, no fue hasta un año después cuando formó parte de la primera generación del grupo de chicas "Otomejyuku" derivado del programa televisivo Paradise GoGo!! producido por Fuji Television. Ese mismo año se unió a sus compañeras Rieko Miura, Maki Miyamae, Mikiyo Ohno y Azusa Senou formando CoCo.
En 1991, debutó como solista con el sencillo Maigo ni Sasenaide. Al disolverse CoCo en 1994 continuó con su carrera en solitario, apareciendo regularmente en programas de tv como; "JOCKEY SUPER". Tiempo después liberó un sencillo junto a su compañera Maki Miyamae titulado, Psychogalvanometer.

## Vida personal
En 2012 anunció mediante su blog que se encontraba embarazada de su primer hijo, el cual nació el 10 de diciembre del mismo año. Es madre soltera por elección.

## Discografía

### Singles
- Maigo ni Sasenaide (21 de septiembre de 1991)
- Yume kara Samenaide ~Tsurechan no Yuu Utsu~ (17 de julio de 1992)
- SHA LA LA (25 de julio de 1996)

## PhotoBooks
- L.A.DREAM (31 de julio de 1992)
- Pink (15 de mayo de 1997)

## Filmografía
- Point Break (1993)
- Hien Kusa (1993)
- Station (1995)
- Mitokoumon (1995)
- Shin-D (1996)
- Dessin (1997)
- Kangei! Dengeki Goichigyousama (2001)
- Gomi wa Koroshi wo Shitteiru (2002)
- Fuurinkagin (2006)
- Jikenkisha (2007)